# Cam Russell
Cameron D. Russell (* 12. Januar 1969 in Halifax, Nova Scotia) ist ein ehemaliger kanadischer Eishockeyspieler und -trainer sowie derzeitiger -funktionär, der im Verlauf seiner aktiven Karriere zwischen 1985 und 1999 unter anderem 440 Spiele für die Chicago Blackhawks und Colorado Avalanche in der National Hockey League auf der Position des Verteidigers bestritten hat. Seit dem Jahr 2000 ist Russell in verschiedenen Positionen für die Halifax Mooseheads aus der Ligue de hockey junior majeur du Québec tätig.

## Karriere
Russell verbrachte seine Juniorenzeit zwischen 1985 und 1989 bei den Olympiques de Hull in der Ligue de hockey junior majeur du Québec. Während dieser Zeit gewann der Verteidiger in den Jahren 1986 und 1988 jeweils den Coupe du Président mit der Mannschaft, deren Kapitän er in seinem letzten Juniorenjahr war. In den zwei Jahren zuvor hatte er bereits als Assistenzkapitän fungiert und war im NHL Entry Draft 1987 in der dritten Runde an 50. Position von den Chicago Blackhawks aus der National Hockey League ausgewählt worden.
Nachdem sich Russell zur Saison 1989/90 dem Franchise der Chicago Blackhawks angeschlossen hatte, tat er sich zunächst schwer, den Durchbruch in der NHL zu schaffen. In seinen ersten drei Jahren im Profibereich pendelte der Abwehrspieler stets zwischen dem NHL-Kader und dem des Farmteams, den Indianapolis Ice aus der International Hockey League. Dabei bestritt er den Großteil der Partien jedoch für Indianapolis, während für Chicago lediglich 41 Einsätze in diesem Zeitraum zu Buche standen. Erst mit Beginn der Spielzeit 1992/93 gelang es Russell, sich in der NHL zu etablieren. Der Defensivspieler war in den folgenden sechs Jahren ein fester Bestandteil der Blackhawks-Abwehr, wobei er aufgrund seines körperbetonten Spielstils immer wieder von Verletzungen geplagt war. Durch die geringe Anzahl von Einsätzen in den zwei Vorjahren wurde Russell kurz nach dem Beginn der Saison 1998/99 im Tausch für den Tschechen Roman Vopat und ein Sechstrunden-Wahlrecht im NHL Entry Draft 1999 an die Colorado Avalanche abgegeben. Dort absolvierte er zwischen Mitte November 1998 und Mitte Februar 1999 lediglich 35 Spiele, da er seine Karriere aufgrund einer Verletzung an der Muskel-Sehnen-Kappe des Oberarms umgehend und noch während der laufenden Saison beenden musste.
Mit dem Beginn der Saison 2000/01 arbeitete Russell als Assistenztrainer der Halifax Mooseheads in der Ligue de hockey junior majeur du Québec. Beim Juniorenteam aus seiner Geburtsstadt war er zunächst drei Jahre in dieser Position tätig; von 2004 bis 2006 dann als Berater. Ab der Spielzeit 2006/07 fungierte Russell als Cheftrainer des Teams, zusätzlich wurde er ab 2008 General Manager des Franchises. Diese Doppelfunktion füllte er bis in die Saison 2010/11 hinein aus, ehe er den Trainerposten an Bobby Smith übergab. Seitdem ist er einzig mit dem Posten des General Managers betraut, an deren Doublegewinn in der Saison 2012/13 aus Coupe du Président und Memorial Cup er maßgeblichen Anteil hatte.

## Erfolge und Auszeichnungen
- 1986 Coupe-du-Président-Gewinn mit den Olympiques de Hull
- 1988 Coupe-du-Président-Gewinn mit den Olympiques de Hull
- 2013 Coupe-du-Président-Gewinn mit den Halifax Mooseheads (als General Manager)
- 2013 Memorial-Cup-Gewinn mit den Halifax Mooseheads (als General Manager)

## Karrierestatistik
(Legende zur Spielerstatistik: Sp oder GP = absolvierte Spiele; T oder G = erzielte Tore; V oder A = erzielte Assists; Pkt oder Pts = erzielte Scorerpunkte; SM oder PIM = erhaltene Strafminuten; +/− = Plus/Minus-Bilanz; PP = erzielte Überzahltore; SH = erzielte Unterzahltore; GW = erzielte Siegtore; 1 Play-downs/Relegation; Kursiv: Statistik nicht vollständig)